# Carl Wollek
Carl Wollek (né le 31 octobre 1862 à Brünn, mort le 3 septembre 1936 à Vienne) est un sculpteur autrichien.

## Biographie
Wollek passe un an à l'université des arts appliqués de Vienne auprès d'Otto König puis va à l'académie des beaux-arts de Munich auprès de Syrius Eberle. Il travaille sur la décoration du palais du Reichstag à Berlin puis, grâce à une bourse, fait un voyage en Belgique, en France et en Italie. Pour la Deutsches Haus de Brno, il crée quatre grands personnages. Il décore les bâtiments néobaroques puis reste à la mode grâce à son style simple.